# 1880년 미국 대통령 선거
1880년 미국 대통령 선거는 1880년 미국에서 치러진 대통령 선거로, 공화당의 제임스 가필드 후보가 당선되었다

## 후보선출

### 공화당
러더퍼드 B. 헤이스 대통령이 지난 대선의 공약에 따라 재선에 출마하지 않은 가운데, 1880년 6월, 공화당 전당대회에선, 36차에 걸친 투표 끝에서 율리시스 그랜트 전 대통령을 누르고 제임스 가필드 상원의원이 대통령 후보로 선출되었다

### 민주당
1880년 6월, 민주당 전당대회는 국민적 지지를 등에 업은 윈필드 핸콕 장군을 대통령 후보로 선출한다

### 지폐당
지폐당은 제임스 위버 하원의원을 대통령 후보로 선출한다

### 금지당
금지당은 닐 도우를 대통령 후보로 선출한다

### 미국당
반프리메이슨 운동은 또 다시 미국당을 창당했고, 남북전쟁의 장군이었고 버몬트 주의 반프리메이슨 운동 지도자인 존 펠프스를 대통령 후보로 선출한다

## 선거 과정
선거 직전, 도우가 가필드를 지지하며 사퇴했다는 오보가 났고, 이는 도우의 낮은 득표로 이어졌다

## 선거 결과
| 대통령 후보      | 정당   | 근거지       | 득표수    | 지지율 | 선거인단 득표 |
| ---------------- | ------ | ------------ | --------- | ------ | ------------- |
| 제임스 가필드    | 공화당 | 오하이오     | 4,453,337 | 48.3%  | 214           |
| 윈필드 스콧 핸콕 | 민주당 | 펜실베이니아 | 4,444,267 | 48.2%  | 155           |
| 제임스 위버      | 지폐당 | 로와         | 306,135   | 3.3%   | 0             |
| 닐 도우          | 금지당 | 메인주       | 10,269    | 0.1%   | 0             |
| 존 펠프스        | 미국당 | 버몬트       | 631       | 0.01%  | 0             |
| 계               | 계     | 9,217,410    | 100.00 %  | 369    |               |

| 부통령 후보     | 정당   | 근거지   | 선거인단 득표 |
| --------------- | ------ | -------- | ------------- |
| 체스터 아서     | 공화당 | 뉴욕     | 214           |
| 윌리엄 잉글리쉬 | 민주당 | 인디애나 | 155           |
| 벤자민 챔버스   | 지폐당 | 텍사스   | 0             |
| 헨리 톰슨       | 금지당 | 오하이오 | 0             |
| 새뮤얼 포메로이 | 미국당 | 캔자스   | 0             |
| 계              | 계     | 계       | 369           |

## 같이 보기
- 1880년 미국 하원의원 선거
- 1880년 미국 상원의원 선거